# Liên đoàn nhà báo điều tra quốc tế
Liên đoàn nhà báo điều tra quốc tế hoặc Hiệp hội Nhà báo Điều tra Quốc tế (
International Consortium of Investigative Journalists - ICIJ) là một mạng lưới quốc tế có trụ sở tại Washington. Năm 1997, nhà báo Mỹ Chuck Lewis thành lập ICIJ như một dự án của Trung tâm Liêm chính Công nhằm tập trung điều tra ba vấn đề chính gồm tội phạm xuyên biên giới, tham nhũng và trách nhiệm của nhà cầm quyền.

## Tổ chức
ICIJ gồm 165 nhà báo điều tra tại hơn 65 quốc gia người làm việc cùng nhau về các vấn đề như tội phạm xuyên biên giới, tham nhũng và trách nhiệm của quyền lực 
Đến tháng 2 năm 2017, ICIJ hoạt động độc lập. Tháng 7 năm 2017, ICIJ được cơ quan thuế của Mỹ cấp quy chế tổ chức phi lợi nhuận hoạt động bằng tiền của các quỹ từ thiện, tiền quyên góp và tiền tư nhân tài trợ.
ICIJ gồm 3 bộ phận lãnh đạo: 
- Hội đồng quản trị hiện có 6 thành viên
- Ủy ban tư vấn gồm 6 nhà báo điều tra
- Ủy ban mạng lưới ICIJ. Ủy ban này gồm 9 thành viên thuộc 9 quốc tịch (Thụy Điển, Phần Lan, Thụy Sĩ, Úc, Canada, Ecuador, Ấn Độ, Indonesia và Ai Cập) đại diện cho các nhà báo thành viên ICIJ, phụ trách xác định các nguyên tắc và phương thức tốt nhất, các ưu tiên và hoạt động, liên hệ với hội đồng quản trị và tham mưu cho người điều hành ICIJ về nhân sự.

Văn phòng ICIJ ở Washington gồm khoảng 30 người phụ trách khai thác dữ liệu và liên hệ với các nhà báo trên khắp thế giới. Các dự án của ICIJ do các nhóm phụ trách thường gồm hơn 100 nhà báo. Họ trao đổi công việc với người của ICIJ ở Washington, Paris, Madrid, Costa Rica và Sydney...

## Hoạt động
Trong hơn 25 năm ICIJ đã đưa ra ánh sáng việc buôn lậu, trốn thuế của các công ty thuốc lá đa quốc gia (2000), của các nhóm tội phạm có tổ chức; điều tra các tập đoàn tư nhân quân sự, các công ty Amiăng, và các nhóm vận động hành lang biến đổi khí hậu; và đã công bố chi tiết của các hợp đồng chiến tranh Iraq và Afghanistan.
Trong vụ bê bối Offshore leaks họ đã có một đội ngũ hơn 80 phóng viên mà lên đến đỉnh điểm trong việc phát hành vào ngày 03 tháng 4 năm 2016 tài liệu Panama tụ tập được giới truyền thông toàn cầu.
Bộ tài liệu 11,5 triệu văn kiện tài chính và pháp lý bí mật từ công ty luật Mossack Fonseca (MossFon), có trụ sở ở Panama, bao gồm thông tin chi tiết về hơn 14.000 khách hàng và hơn 214.000 công ty vỏ bọc, có cả các danh tính của các cổ đông và giám đốc , viên chức chính quyền, người thân và cộng sự gần gũi của các nguyên thủ quốc gia. Tờ báo Đức Süddeutsche Zeitung đầu tiên nhận được các dữ liệu phát hành từ một nguồn tin giấu tên trong năm 2015. Sau khi làm việc với các tài liệu Mossack Fonseca trên hơn một năm Gerard Ryle, giám đốc của ICIJ, mô tả Mossack Fonseca đã "đã giúp các công ty và cá nhân với thiên đường thuế, bao gồm cả những người đã bị xử phạt do Mỹ và Anh để đối phó với Tổng thống Syria Bashar al-Assad." như thế nào. Trong hơn 25 năm ICIJ đã đưa ra ánh sáng việc buôn lậu, trốn thuế của các công ty thuốc lá đa quốc gia (2000), của các nhóm tội phạm có tổ chức; điều tra các tập đoàn tư nhân quân sự, các công ty Amiăng, và các nhóm vận động hành lang biến đổi khí hậu; và đã công bố chi tiết của các hợp đồng chiến tranh Iraq và Afghanistan.

## Truyền thông
ICIJ hoạt động tích cực trên các phương tiện truyền thông xã hội với Trang mạng, blog có tựa là 'Global Muckraker, ' Facebook, Twitter, Google+ và một kênh YouTube.